# Unione Sportiva "Sempre Avanti" Piombino 1937-1938
Questa voce raccoglie le informazioni riguardanti l'Unione Sportiva "Sempre Avanti" Piombino" nelle competizioni ufficiali della stagione 1937-1938.

## Divise
| Casa |

## Organigramma societario
Area direttiva
- Presidente: Alfredo Maglio

Area tecnica
- Allenatore: Gyula Lelovics

## Rosa
| N. |                   | Ruolo | Calciatore         |
| -- | ----------------- | ----- | ------------------ |
|    | Italia (bandiera) | A     | Dino Benti         |
|    | Italia (bandiera) | A     | Guerrino Bisogni   |
|    | Italia (bandiera) | C     | Mameli Canova      |
|    | Italia (bandiera) |       | Valentino Chellini |
|    | Italia (bandiera) |       | Angiolino Esposito |
|    | Italia (bandiera) | D     | Italiano Faraoni   |
|    | Italia (bandiera) |       | Fedro Ferri        |
|    | Italia (bandiera) | A     | Lady Gorini        |
|    | Italia (bandiera) |       | Aldo Guasti        |
|    | Italia (bandiera) | D     | Armando Lauro      |

| N. |                   | Ruolo | Calciatore         |
| -- | ----------------- | ----- | ------------------ |
|    | Italia (bandiera) | P     | Altemio Mangini    |
|    | Italia (bandiera) | C     | Rolando Marianelli |
|    | Italia (bandiera) | C     | Ettore Maselli     |
|    | Italia (bandiera) | A     | Ilvo Nannipieri    |
|    | Italia (bandiera) | C     | Vasco Pacini       |
|    | Italia (bandiera) | P     | Aldo Pasquinelli   |
|    | Italia (bandiera) | C     | Dante Pepi         |
|    | Italia (bandiera) | C     | Pisoni             |
|    | Italia (bandiera) | D     | Sergio Pitti       |
|    | Italia (bandiera) |       | Leo Zinali         |

## Risultati

### Serie C

#### Girone di andata
| Rimini 26 settembre 1937 1ª giornata | Libertas Rimini | 2 – 1 | Sempre Avanti | Campo Littorio |

| Arbitro: | Mariotti (Roma) |

|                |           |                 |
| Marianelli 13’ | Marcatori | 23’, 80’ Chiesa |

| Arbitro: | Baracchi (Firenze) |

|                                      |           |                |
| Meucci 15’ Magherini 30’ Bisogni 68’ | Marcatori | 63’ Marianelli |

| Piombino 17 ottobre 1937 4ª giornata | Sempre Avanti | 4 – 1 | Baracca Lugo | Campo Giuseppe Salvestrini |

| Arbitro: | Rossi (Roma) |

|                |           |               |
| Nannipieri 28’ | Marcatori | 62’ Jacometti |

| Arbitro: | Senesi (Roma) |

|            |           |  |
| Bedosti 2’ | Marcatori |  |

| Piombino 14 novembre 1937 7ª giornata | Sempre Avanti | 1 – 1 | Pontedera | Campo Giuseppe Salvestrini |

| Arbitro: | Costantini (Pescara) |

|                                                    |           |            |
| Celli 4’, 23’ Trovabene 42’ Braga 44’ Sabbioni 68’ | Marcatori | 70’ Gorini |

| Arbitro: | Riviera (La Spezia) |

|                                       |           |                           |
| Pisoni 39’ Maselli 78’ Marianelli 87’ | Marcatori | 8’ Bertacchi 47’ Zappelli |

| Arbitro: | Jannacci (Napoli) |

|                        |           |               |
| Castelli 58’ Nelli 62’ | Marcatori | 3’ Nannipieri |

| Piombino 19 dicembre 1937 11ª giornata | Sempre Avanti | 4 – 0 | Jesi | Campo Giuseppe Salvestrini |

| Arbitro: | Giambotto (Venezia) |

|                                                                     |           |  |
| Cortesi 15’, 49’, 68’, 72’ Baratella 17’, 83’ (rig.) Ballardini 84’ | Marcatori |  |

| Piombino 9 gennaio 1938 13ª giornata | Sempre Avanti | 0 – 0 | SAFFA Fucecchio | Campo Giuseppe Salvestrini |

| Piombino 16 gennaio 1938 14ª giornata | Sempre Avanti | 1 – 0 | Le Signe | Campo Giuseppe Salvestrini |

| Macerata 23 gennaio 1938 15ª giornata | Macerata | 3 – 1 | Sempre Avanti | Campo Sportivo della Vittoria |

#### Girone di ritorno
| Piombino 30 gennaio 1938 16ª giornata | Sempre Avanti | 1 – 1 | Libertas Rimini | Campo Giuseppe Salvestrini |

| Arbitro: | Senesi (Roma) |

|                                              |           |                              |
| Solbiati 7’, 76’ Bandini 44’, 50’ Chiesa 81’ | Marcatori | 62’ (rig.), 68’ (rig.) Lauro |

| Arbitro: | Gianni (Lucca) |

|                                               |           |  |
| Nannipieri 30’ Gorini 35’, 83’ Marianelli 72’ | Marcatori |  |

| Lugo 20 febbraio 1938 19ª giornata | Baracca Lugo | 1 – 0 | Sempre Avanti | Campo Sportivo Baracca |

| Arbitro: | Jannacci (Napoli) |

|          |           |  |
| Vojak 7’ | Marcatori |  |

| Piombino 6 marzo 1938 21ª giornata | Sempre Avanti | 2 – 3 | Fano | Campo Giuseppe Salvestrini |

| Pontedera 13 marzo 1938 22ª giornata | Pontedera | 1 – 0 | Sempre Avanti | Polisportivo Comunale Bixio e A. Marconcini |

| Piombino 20 marzo 1938 23ª giornata | Sempre Avanti | 3 – 1 | Forlimpopoli | Campo Giuseppe Salvestrini |

| Viareggio 27 marzo 1938 24ª giornata | Vezio Parducci Viareggio | 1 – 1 | Sempre Avanti | Campo Polisportivo |

| Piombino 3 aprile 1938 25ª giornata | Sempre Avanti | 0 – 0 | Grosseto | Campo Giuseppe Salvestrini |

| Jesi 10 aprile 1938 26ª giornata | Jesi | 1 – 0 | Sempre Avanti | Campo del Littorio |

| Piombino 17 aprile 1938 27ª giornata | Sempre Avanti | 1 – 0 | Ravenna | Campo Giuseppe Salvestrini |

| Fucecchio 24 aprile 1938 28ª giornata | SAFFA Fucecchio | 1 – 0 | Sempre Avanti | Stadio Filippo Corsini |

| Signa 1º maggio 1938 29ª giornata | Le Signe | 2 – 0 | Sempre Avanti | Stadio del Littorio |

| Piombino 8 maggio 1938 30ª giornata | Sempre Avanti | 0 – 0 | Macerata | Campo Giuseppe Salvestrini |

### Coppa Italia
| Piombino 19 settembre 1937 Primo turno eliminatorio | Sempre Avanti | 2 – 0 (a tav.) referto | Vezio Parducci Viareggio | Campo Giuseppe Salvestrini |

| Prato 31 ottobre 1937 Secondo turno eliminatorio                                                   | Prato     | 4 – 1 (1 – 1) | Sempre Avanti | Campo Vittorio Veneto |
| \| \| \| \| \| Pucci 9’ (rig.), 65’ (rig.) Tempestini 85’ Meucci 88’ \| Marcatori \| 32’ Gorini \| |           |               |               |                       |
| |           |               |               |                       |
| Pucci 9’ (rig.), 65’ (rig.) Tempestini 85’ Meucci 88’                                              | Marcatori | 32’ Gorini    |               |                       |

## Statistiche

### Statistiche di squadra
| Competizione | Punti | In casa | In casa | In casa | In casa | In casa | In casa | In trasferta | In trasferta | In trasferta | In trasferta | In trasferta | In trasferta | Totale | Totale | Totale | Totale | Totale | Totale | DR  |
| Competizione | Punti | G       | V       | N       | P       | Gf      | Gs      | G            | V            | N            | P            | Gf           | Gs           | G      | V      | N      | P      | Gf     | Gs     | DR  |
| ------------ | ----- | ------- | ------- | ------- | ------- | ------- | ------- | ------------ | ------------ | ------------ | ------------ | ------------ | ------------ | ------ | ------ | ------ | ------ | ------ | ------ | --- |
| Serie C      | 21    | 15      | 7       | 6       | 2       | 26      | 12      | 15           | 0            | 1            | 14           | 8            | 36           | 30     | 7      | 7      | 16     | 34     | 48     | -14 |
| Coppa Italia | -     | 1       | 1       | 0       | 0       | 2       | 0       | 1            | 0            | 0            | 1            | 1            | 4            | 2      | 1      | 0      | 1      | 3      | 4      | -1  |
| Totale       | 21    | 16      | 8       | 6       | 2       | 28      | 12      | 16           | 0            | 1            | 15           | 9            | 40           | 32     | 8      | 7      | 17     | 37     | 52     | -15 |

### Andamento in campionato
| Giornata  | 1 | 2 | 3 | 4 | 5 | 6 | 7 | 8 | 9 | 10 | 11 | 12 | 13 | 14 | 15 | 16 | 17 | 18 | 19 | 20 | 21 | 22 | 23 | 24 | 25 | 26 | 27 | 28 | 29 | 30 |
| --------- | - | - | - | - | - | - | - | - | - | -- | -- | -- | -- | -- | -- | -- | -- | -- | -- | -- | -- | -- | -- | -- | -- | -- | -- | -- | -- | -- |
| Luogo     | T | C | T | C | C | T | C | T | C | T  | C  | T  | C  | C  | T  | C  | T  | C  | T  | T  | C  | T  | C  | T  | C  | T  | C  | T  | T  | C  |
| Risultato | P | P | P | V | N | P | N | P | V | P  | V  | P  | N  | V  | P  | N  | P  | V  | P  | P  | P  | P  | V  | N  | N  | P  | V  | P  | P  | N  |

Legenda:

Luogo: C = Casa; T = Trasferta. Risultato: V = Vittoria; N = Pareggio; P = Sconfitta.